# 고주프군

루부시주 지도에 표시된 고주프군의 위치

고주프군(폴란드어: powiat gorzowski)은 폴란드 루부시주에 위치한 군으로 면적은 1,213.32km2, 인구는 71,669명(2019년 6월 30일 기준), 인구 밀도는 59명/km2이다. 군청 소재지는 고주프비엘코폴스키이지만 고주프군에 속하지 않고 별도의 도시군으로 존재한다.
북동쪽으로는 스트셸체드레즈덴코군, 남동쪽으로는 미엥지제치군, 남쪽으로는 술렝친군, 남서쪽으로는 스우비체군, 북서쪽으로는 미실리부시군과 접하며 서쪽으로는 독일과 국경을 접한다. 7개 지방 자치체(1개 도시, 1개 도시형 농촌, 5개 농촌)를 관할한다.

군기
군 문장